# Saint-Brice (Charente)
Saint-Brice ist eine südwestfranzösische Gemeinde mit 969 Einwohnern (Stand 1. Januar 2022) im Département Charente in der Region Nouvelle-Aquitaine.

## Lage
Saint-Brice liegt etwa 20 Meter ü. d. M. unmittelbar am Nordufer der Charente. Nur etwa 5,5 Kilometer (Fahrtstrecke) in nordwestlicher Richtung trennen den Ort von der Stadt Cognac.

## Bevölkerungsentwicklung
| Jahr      | 1968 | 1975 | 1982 | 1990 | 1999 | 2006 | 2018 |
| Einwohner | 778  | 950  | 963  | 1002 | 970  | 1061 | 966  |

Bei der ersten Volkszählung in Frankreich im Jahr 1793 hatte der Ort 591 Einwohner; erst nach dem Zweiten Weltkrieg setzte ein langsames aber stetiges Bevölkerungswachstum ein.

## Wirtschaft
Die Landwirtschaft und vor allem der Weinbau spielten in den Dörfern der Charente immer schon eine wichtige Rolle. Während Getreide vorwiegend für den eigenen Bedarf angebaut wurde, konnte man mit dem Weinexport nach England und Schottland gutes Geld verdienen, wobei sich die Weinbauern mit dem geringeren Teil des Verdienstes begnügen mussten. Heute gehört das Nordufer der Charente bei Saint-Brice zur Petite Champagne des großen Anbaugebiets der Cognac-Weine, während das Südufer des Flusses zur Lage der Fins Bois zählt.

## Geschichte
Über die Geschichte von Saint-Brice sind nur wenige Daten überliefert – im etwa 2,5 Kilometer östlich gelegenen Vorort La Garde-Épée stehen die Dolmen von Garde Epée und Rocher de la Vache aus der Zeit der Jungsteinzeit; außerdem wurden hier Fundamentreste eines römischen Bauwerks (Thermen?) entdeckt. Vielleicht nicht ohne Grund errichteten Kanoniker des Augustinerordens im 11. Jahrhundert in diesem Gebiet die Abtei bzw. das Chorherrenstift von Châtre. Zu dieser Zeit gab es jedoch auch schon den mittelalterlichen Ort, dessen Häuser sich um die Kirche von Saint-Brice gruppierten. Im 16. und 17. Jahrhundert wurden zwei feudale Herrensitze (châteaux) erbaut, einer im Ort, der andere bei La Garde-Épée.

## Sehenswürdigkeiten

### Sonstige

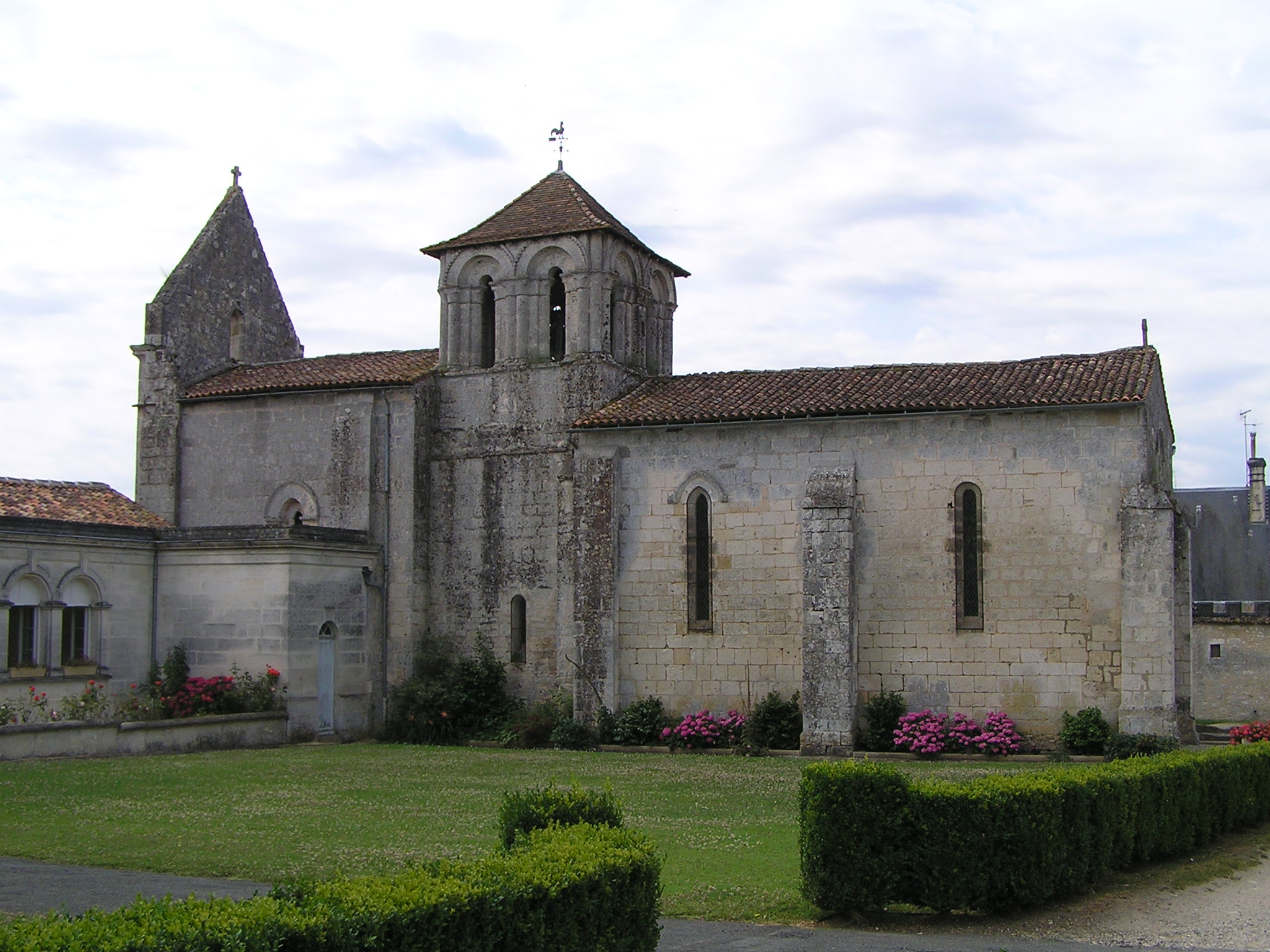
Kirche Saint-Brice

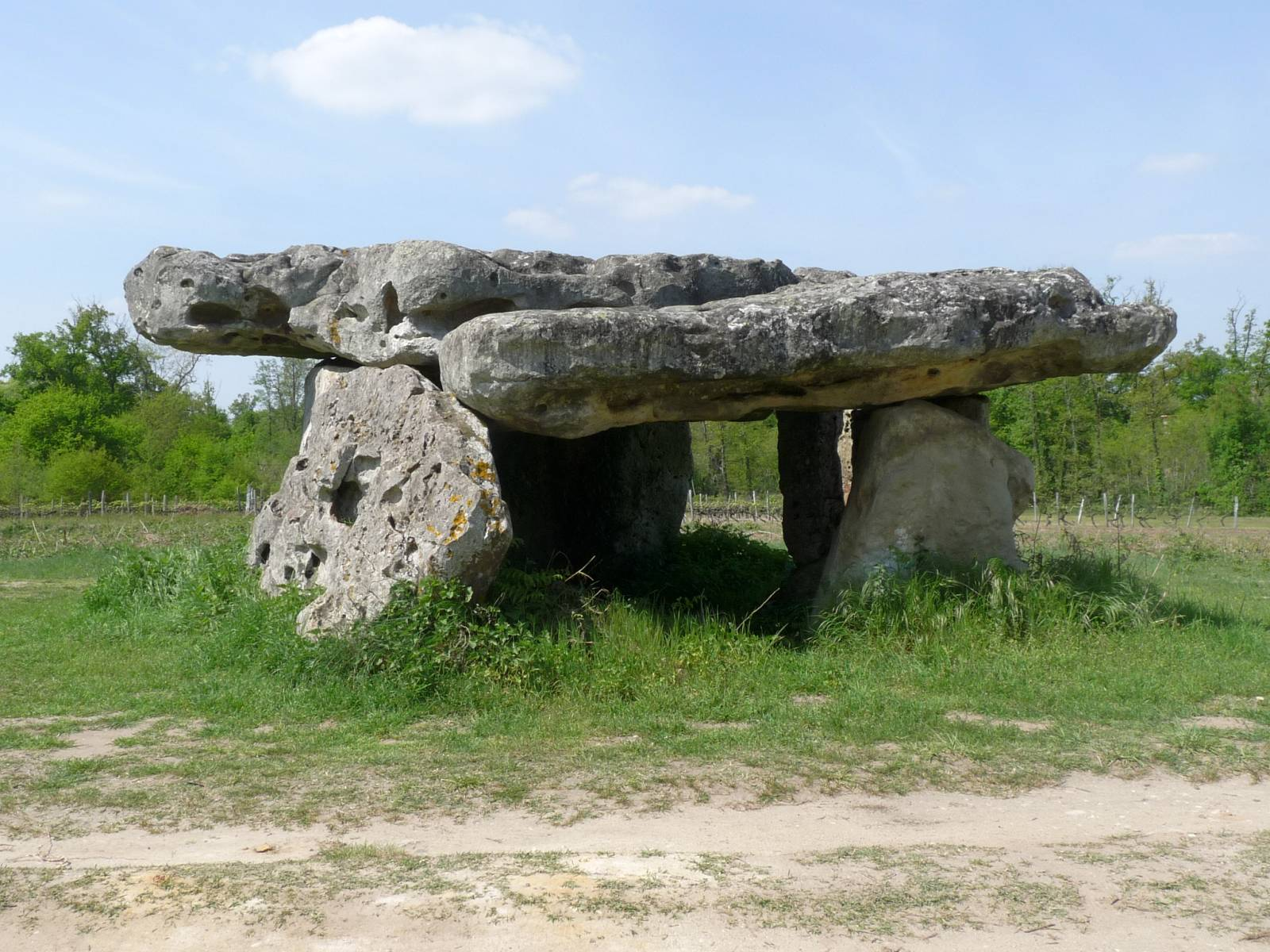
Dolmen von La Garde-Épée

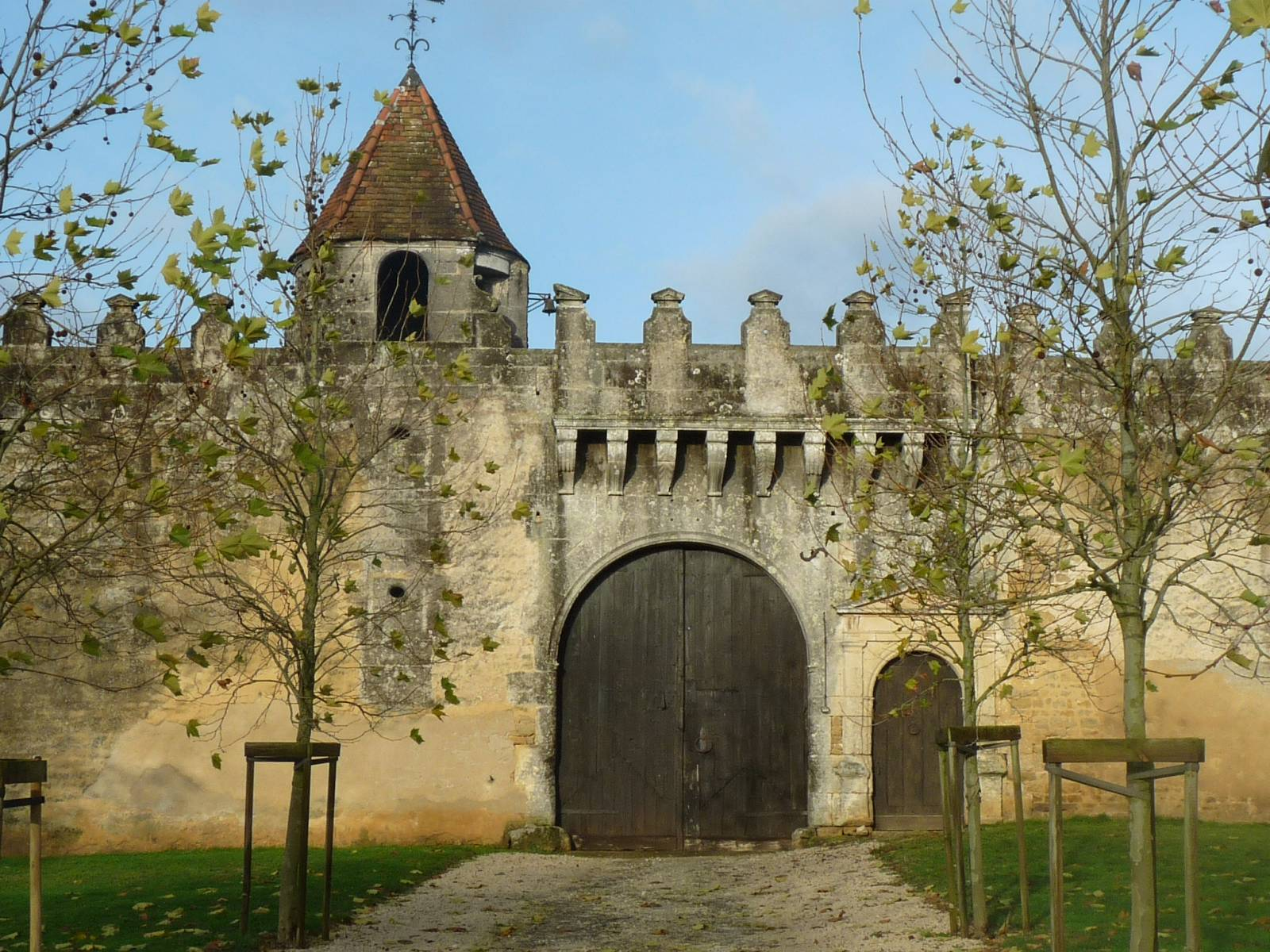
Schloss von La Garde-Épée

- Die romanische Kirche Saint-Brice ist ein einschiffiger Bau aus dem 12. und 13. Jahrhundert. Die Westfassade ist von zwei eckständigen Strebepfeilern verstärkt, aber ansonsten ohne jedwede Bauzier. Der Vierungsturm mit seinem nach allen Seiten weitgeöffneten Glockengeschoss zeigt ein schönes spätromanisches Stilempfinden. Ungewöhnlich oder seltsam ist der hohe Scheingiebel zwischen Chorjoch und Apsis. Das Kirchenbauwerk wurde im Jahr 1964 als Monument historique[1] registriert.
- Das Château Saint-Brice ist ein sehenswerter Bau der Barockzeit – jedoch mit zwei ans Mittelalter erinnernden Eckrundtürmen, die ihre ursprüngliche Funktion als Treppen- und Verteidigungstürme längst verloren haben und somit nur noch dekorativ bzw. repräsentativ gemeint sind. Das Schloss mitsamt seiner großen und gepflegten Gartenanlage oberhalb des Ufers der Charente befindet sich seit dem 19. Jahrhundert im Besitz der Familie Hennessy und kann demzufolge nicht besichtigt werden. Gleichwohl ist der Bau seit dem Jahr 1971 als Monument historique[2][3] eingetragen.
- Gut 2,5 Kilometer östlich des Ortskerns steht der Dolmen de Garde-Épée, der aus sechs Tragsteinen und zwei gewaltigen Deckplatten besteht. Der Dolmen wird in die Zeit um 3500 v. Chr. datiert und wurde bereits im Jahr 1926 als Monument historique[4] klassifiziert.
- Nur 70 Meter entfernt stehen die Überreste des Dolmen Rocher de la Vache, der seit 1934 als Monument historique[5] klassifiziert ist.
- Unweit der beiden Dolmen befindet sich das Château de Garde-Épée, von dem eigentlich nur die Mauereinfassung mit einem mächtigen Eckrundturm und einem zweiportaligen Eingang erhalten ist – die Gebäude im Innern stammen im Wesentlichen aus dem 18. und 19. Jahrhundert. Der große Portalbogen wurde nur für Kutschen und Reiter geöffnet, das kleinere, aber schöner gestaltete Seitenportal diente als Zugang für Besucher niederen Standes. Auf der Wiese vor dem Zugang zum Schlosskomplex steht ein Taubenhaus (pigeonnier) mit dem steinernen Wappen des Erbauers Jacques Ancelin über dem Eingang. Der gesamte Baukomplex entstammt ursprünglich dem 16./17. Jahrhundert; er wurde jedoch in der Revolutionszeit in großen Teilen zerstört. Trotzdem wurde er im Jahr 1973 als Monument historique[6] eingestuft.